# Temistoklis Sofulis
Temistoklis Sofulis (gr. Θεμιστοκλής Σοφούλης; ur. 1860 w Samos, zm. 24 czerwca 1949 w Kifisii) – grecki polityk, premier Grecji między lipcem a październikiem 1924, następnie od listopada 1945 do kwietnia 1946 i od sierpnia 1947 do śmierci w 1949.

## Życiorys
Z wykształcenia był archeologiem i przed rozpoczęciem kariery politycznej pracował naukowo. Znaczącą postacią greckiej sceny politycznej stał się w latach 20. XX wieku jako działacz Partii Liberalnej. Kilkakrotnie pełnił urzędy ministerialne, był marszałkiem parlamentu, zaś w 1924 przez kilka miesięcy premierem. W 1935, po nieudanym wenizelistowskim zamachu stanu stał się faktycznym przywódcą Partii Liberalnej. Nie protestował przeciwko dyktaturze Metaksasa, wysłał jedynie list do króla Jerzego II w kwietniu 1939, ostrzegając go przed zagrożeniem faszystowskim. W czasie okupacji Grecji (1941-1944) nie brał udział w organizacji ruchu oporu. W imieniu liberałów odmówił przyłączenia się do lewicowego, republikańskiego Narodowego Frontu Wyzwoleńczego (EAM).
22 listopada 1945 objął, dzięki poparciu brytyjskiemu, stanowisko premiera Grecji. Podjął wtedy działania na rzecz przerwania antylewicowego terroru, jaki wybuchł w kraju po zawarciu porozumienia z Warkizy i rozbrojeniu partyzantki ELAS. Nie zakończyły się one jednak pełnym powodzeniem. Liberałowie Sofulisa przegrali wybory parlamentarne w marcu 1946. Sofulis odszedł wówczas z urzędu premiera na rzecz Konstandinosa Tsaldarisa, który wznowił kampanię antykomunistycznych i antylewicowych represji. W 1947, pod naciskiem amerykańskim, Sofulis ponownie został premierem Grecji. Urząd pełnił do śmierci.